# نهلة محمود
نهلة محمود (بالإنجليزية: Nahla Mahmoud)‏ (مواليد 1986 أو 1987) كاتبة بريطانية ولدت في السودان، مسلمة سابقة، علمانية، ناشطة بيئية، وناشطة في مجال حقوق الإنسان، ومتحدثة باسم مجلس المسلمين السابقين في بريطانيا. هربت إلى المملكة المتحدة في عام 2010. 

## النشأة والتعليم
ولدت نهلة في بالسودان ونشأت كمسلمة سنية. في صف الفنون بالمدرسة الابتدائية، رسمت صورة الله، وهو ما يعتبره جميع المسلمين محرما، وعاقبتها معلمتها على ذلك. استاءت نهلة من حقيقة أنها لا تتمتع بنفس الحقوق التي يتمتع بها الأولاد والرجال، وأنها لا تستطيع رسم أو نحت ما تريد، أو الاحتفاظ بكلب كحيوان أليف، ولم يُسمح لها بطرح أسئلة نقدية، وأنها لم تستطع التعرف على التطور.
درست نهلة علم البيئة في جامعة الخرطوم، وعملت في جمعية طلاب العلوم. في الجامعة صادفت أستاذاً عارض نظام عمر البشير. كان قد أطلق سراحه للتو من السجن حيث تعرض للتعذيب لتدريسه نظرية التطور. صدمت بسبب هذا وجعلها تشعر أنها «غير موجودة في السودان كامرأة، عالمة». «هذه الأحداث جعلتها ترفض الإسلام تدريجياً حتى تخلت عنه بالكامل وأصبحت ملحدة». جعل هذا حياتها أكثر صعوبة، لأنه بموجب القانون السوداني، يمكن أن يعاقب الردة بعقوبة الإعدام. قررت نهلة محمود أنها لم تعد ترغب في العيش في ظل الشريعة في السودان، وهربت في النهاية إلى المملكة المتحدة في عام 2010.

## النشاط

### حقوق المسلمين السابقين
في مؤتمر العلمانية عام 2014، سلطت نهلة الضوء العدوان من الاسلاميين على المسلمين السابقين، ومنتقدي الإسلام، والملحدين من جميع الخلفيات الدينية، والمسلمين الليبراليين وقالت «مخيف حقا» أنه في 2011 وجدت دراسة أن 34 ٪ من المسلمين البريطانيين الذين تتراوح أعمارهم بين 16 و 24 عامًا أيدوا عقوبة الإعدام على الردة. ووبخت الموقف اليساري الرجعي لبعض الغربيين الذين يرفضون أي نوع من نقد الإسلام باعتباره «كراهية الإسلام»، ويتجاهلون التعصب الإسلامي بحجة «التعددية الثقافية».
قدرت نهلة أنه خلال الأعوام 2010 و 2011 و 2012، كان هناك ما بين 120 و 170 مواطنًا سودانيًا أدينوا بالردة، وتاب معظمهم لتجنب عقوبة الإعدام.

## حماية البيئة
نهلة عالمة بيئية  شغوفة بالطبيعة، وتلقت تدريبًا كعالمة بيئة.